# Richard Asher
Pour les articles homonymes, voir Asher (homonymie).
Richard Alan John Asher, né le 3 avril 1912 à Brighton (Angleterre) et mort le 25 avril 1969 à Londres dans le quartier de Marylebone, est un médecin endocrinologue et hématologue britannique à qui l'on doit la description, en 1951, du syndrome de Münchausen,. Il est compagnon du Collège royal de médecine (FRCP).

## Aperçu biographique

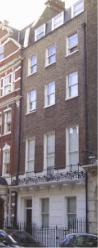
Le 57, Wimpole Street.

Richard Asher est le fils du révérend Felix Asher et de son épouse Louise (née Stern). Le 27 juillet 1943, il épouse Margaret Eliot en l'église de St Pancras, à Londres, après quoi son beau-père lui offre une édition complète de l' Oxford English Dictionary. Selon Maurice Pappworth, un médecin spécialiste d'éthique médicale, ce cadeau aurait été à l'origine de la passion d'Asher pour l'étymologie médicale. Le couple a trois enfants : Peter Asher (né en 1944), qui est l'un des deux membres du duo pop Peter and Gordon avant de devenir producteur de disques, Jane Asher (née en 1946), actrice de cinéma et de télévision et romancière et Clare Asher (née en 1948), actrice radiophonique.
Le domicile de la famille Asher, un appartement situé au-dessus du cabinet privé du Dr Asher au 57, Wimpole Street connait une brève notoriété au moment où Paul McCartney y a résidé, de 1964 à 1966, durant sa liaison avec Jane Asher.
En 1964 Richard Asher démissionne brusquement de ses fonctions hospitalières et abandonne vraisemblablement toute activité médicale. Souffrant de dépression durant le reste de sa vie, il met fin à ses jours à l'âge de 57 ans.

## Ses idées et sa réputation
Asher est considéré comme « l'un des plus remarquables penseurs de la médecine de notre temps » (« one of the foremost medical thinkers of our times »). Il insistait notamment sur la nécessité de se montrer « de plus en plus critique vis-à-vis de notre propre manière de penser et aussi vis-à-vis de celle des autres » (« to be increasingly critical of our own and other people's thinking »). Il était particulièrement préoccupé par le fait que de nombreuses notions cliniques sont communément admises parce qu'elles sont confortables et non parce qu'il existe des preuves concrètes à l'appui de celles-ci (« many clinical notions are accepted because they are comforting rather than because there is any evidence to support them »).
Richard Asher a été salué comme l'un des premiers à remettre en cause le repos au lit, souvent abusif dans la période de convalescence. Il soutenait également que la fièvre de Pel-Ebstein (supposée caractéristique de la maladie de Hodgkin) était un exemple de trouble « construit », n'ayant d'existence que parce qu'il porte un nom. Son article de 1949 Myxoedematous Madness (la folie myxœdémateuse)  a attiré l'attention de toute une génération de médecins sur les relations existant entre le cerveau et la glande thyroïde. C'est ainsi que l'on a pris l'habitude de vérifier la fonction thyroïdienne chez les patients psychiatriques de tous les âges. En effet, il est maintenant établi que certains cas de«  folie » étaient en fait des manifestations de l'encéphalopathie de Hashimoto, un syndrome neuroendocrinien rare se présentant occasionnellement comme une psychose.

## Ses principaux articles
Richard Asher a laissé le souvenir d'un « provocateur roboratif » (« refreshingly provoking »), de par la tonalité de ses articles « parsemés de joyaux : ses propres aphorismes, dialogues imaginaires fantaisies et citations ». Il pensait que la littérature médicale avait pour vocation de transmettre « un savoir utile, compréhensible et pratique au lieu d'une foul-2-mots-6-byl-1,1-compréhensibles-2-tout-1-chakin » (« useful, understandable, and practical knowledge instead ofallotov-words-2-obscure-4-any-1,2-succidin-understanding-them »). Des sélections de ses meilleurs articles ont reçu un accueil très favorable,, la collection intitulée Talking Sense étant considérée comme « restant la meilleure recommandation en matière de rédaction médicale » (« still the best advice on medical writing »). Parmi les principaux articles d'Asher, on peut citer :
- (en) The Dangers of Going to Bed (Les dangers d'aller au lit, 1947) - « L'un des articles médicaux les plus influents jamais écrits »[20].
- (en) The Seven Sins of Medicine (Les sept péchés de la médecine) (The Lancet 1949 ; 2 (6574) : 358-60)
- (en) Myxoedematous Madness (La folie myxœdémateuse, 1949)
- (en) Munchausen’s syndrome (Le syndrome de Münchausen) (The Lancet 1951 ;1 (6650) : 339-41)
- (en) Respectable Hypnosis (L'hypnose respectable, 1956)
- (en) Why Are Medical Journals So Dull? (Pourquoi les journaux médicaux sont-ils aussi ennuyeux ? 1958)
- (en) La trilogie Talking Sense (Discours sensés) :
  - Clinical Sense (Br Med J 1960 ; 1 (5178) : 985-993
  - Making Sense (Lancet, 1959 ; 2 : 359)
  - Talking Sense (Lancet, 1959 ; 2 : 417)

## «Les sept péchés de la médecine»
Les « sept péchés de la médecine » (The Seven Sins of Medicine)sont le titre d'une conférence donnée par Asher, puis publiée dans The Lancet, analysant dans la profession médicale des comportements considérés comme néfastes. Ces péchés, souvent cités en exemple aux étudiants, sont les suivants :
1. L'Obscurité
2. La Cruauté
3. Les Mauvaises manières
4. La Sur-specialisation
5. L'Amour du rare
6. La Stupidité commune
7. La Paresse

## Le prix Richard Asher
Depuis 1995, un prix annuel est décerné en mémoire de Richard Asher par la Royal Society of Medicine et la Society of Authors. Ce prix récompense un livre spécialement destiné à l'usage des étudiants en médecine. En 2010 le prix, d'une valeur de  £1,200, a été attribué  à Hugo Farne, Edward Norris-Cervetto et James Warbrick-Smith pour leur ouvrage intitulé : Oxford Cases in Medicine and Surgery, lors d'une cérémonie à la Royal Society of Medicine, à Londres, le mercredi 27 octobre 2010.